# Boesenbergia thorelii
Boesenbergia thorelii är en enhjärtbladig växtart som först beskrevs av François Gagnepain, och fick sitt nu gällande namn av Ludwig Eduard Loesener. Boesenbergia thorelii ingår i släktet Boesenbergia och familjen Zingiberaceae. Inga underarter finns listade i Catalogue of Life.